# Chris Van Allsburg
Chris Van Allsburg (East Grand Rapids, 18 juni 1949) is een Amerikaans illustrator en schrijver van kinderboeken. Tot zijn bekendste werken behoren de verhalen Jumanji en The Polar Express, die beide tevens zijn verfilmd.

## Biografie
Van Allsburg werd geboren in East Grand Rapids als tweede kind van Richard en Doris Van Allsburg. Van Allsburg volgde in Grand Rapids zowel zijn middelbareschoolopleiding. Vervolgens studeerde hij beeldhouwen, houtsnijden en andere beeldende kunst aan de kunstfaculteit van de Universiteit van Michigan. In 1972 studeerde hij hier af. In 1974 trouwde hij met Lisa Van Allsburg. Samen kregen ze twee dochters: Sophia en Anna. In 1975 haalde hij zijn Master in beeldhouwkunst aan de Rhode Island School of Design (RISD).
Na zijn opleiding opende Van Allsburg een atelier, maar het meeste tekenwerk voor zijn beeldhouwwerken deed hij thuis. Zijn vrouw was van mening dat Van Allsburgs tekeningen goede illustraties zouden zijn voor kinderboeken, en toonde een paar ervan aan uitgeverijen. Ook schreef Van Allsburg op haar advies zijn eerste boek, The Garden of Abdul Gasazi, welke in 1979 werd gepubliceerd.
Van Allsburg schreef en illustreerde meer dan 20 boeken. Ook maakte hij illustraties voor de boekenreeks The Chronicles of Narnia van C.S. Lewis.

## Stijl
De werken van Van Allsburg tonen vaak de meer duistere kant van de menselijke natuur, en bevatten veel elementen van fantasie en ironie. Zo gaat het boek The Sweetest Fig over een egoïstische man de kans krijgt zijn grootste dromen uit te laten komen, maar zijn hebzucht wordt zijn ondergang. Andere elementen uit zijn verhalen zijn dromen, het milieu, en voorwerpen die een eigen leven blijken te lijden (zoals de bordspellen uit Jumanji en Zathura).
In veel boeken speelt Fritz, een bulterriër gebaseerd op de hond van Van Allsburgs zwager, een rol.
Van Allsburgs tekeningen vallen vooral op door hun gebruik van perspectief. Zo zijn veel tekeningen gemaakt vanuit het oogpunt van een kind.

## Prijzen
- Jumanji en The Polar Express wonnen beide de Caldecott Medal voor boekillustraties.
- In 1986 werd Van Allsburg genomineerd voor de Hans Christian Andersenprijs.
- In April 2002 kreeg Van Allsburg een eredoctoraat Humane Letters van de Universiteit van Michigan